# Pawłosiów
Pawłosiów è un comune rurale polacco del distretto di Jarosław, nel voivodato della Precarpazia.
Ricopre una superficie di 47,49 km² e nel 2004 contava 8 102 abitanti.